# Deonne Bridger
Deonne Bridger, född 15 maj 1972, är en australisk bågskytt. Hon deltog vid olympiska sommarspelen 1996 och olympiska sommarspelen 2004.